# Joaquín Gorrochategui
Pour les articles homonymes, voir Gorrochategui.
Joaquín Gorrochategui Churruca, né à Eibar le 17 août 1953, est un linguiste basque espagnol, agrégé de linguistique indo-européenne et docteur en philologie classique. Il est directeur de l'Institut des sciences de l'Antiquité de l'université du Pays basque.

## Biographie
Diplômé en 1982 en philologie classique de l'université de Salamanque avec la thèse Estudio sobre la onomástica indígena de Aquitania en relación con la de las zonas vecinas dirigée par Koldo Mitxelena, Joaquín Gorrochategui complète ses études en France (Toulouse), puis en Allemagne (Bonn). Jean-Baptiste Orpustan dira de cette thèse qu'elle comporte le « commentaire linguistique le plus complet et le plus récent des inscriptions latines de l’Aquitaine comportant divers termes où l'on a repéré un lexique apparenté au basque et représentant pour une part un état ancien de cette langue et des indications sur son extension territoriale à la fin de l’Antiquité. »
Joaquín Gorrochategui a rédigé plus d'une centaine d'articles, donné des conférences dans de nombreuses universités espagnoles et européennes et dirigé des thèses de linguistique basque, italique, slave et paléo-hispanique. Il s'intéresse tout particulièrement aux recherches sur les langues et les épigraphes préromaines, aux vestiges de la langue basque.
Il est membre du comité éditorial de plusieurs revues scientifiques espagnoles et étrangères et membre correspondant de l'Académie de la langue basque. C'est un expert au sein de plusieurs agences d'évaluation et de la Commission Consultative afin de prouver l'authenticité des graphites sur le site romain d'Iruña-Veleia. Il est également membre numéraire de Jakiunde ou Académie basque des sciences, des arts et des lettres.
Récemment, il s'est positionné en faveur de la thèse basco-ibère.